# Carmen (film, 2003)
Pour les articles homonymes, voir Carmen.
Pour plus de détails, voir Fiche technique et Distribution.
Carmen est un film espagnol réalisé par Vicente Aranda, inspiré de la nouvelle de Prosper Mérimée, sorti en 2003.

## Fiche technique
- Titre : Carmen
- Réalisation : Vicente Aranda
- Scénario : Vicente Aranda, Joaquim Jordà d'après la nouvelle Carmen de Prosper Mérimée
- Musique : José Nieto
- Photographie : Paco Femenia
- Montage : Teresa Font
- Production : Juan Alexander et Bill Chamberlain
- Société de production : Star Line TV Productions, TeleMadrid, Alythia Limited et Parallel Pictures
- Pays :  Espagne,  Royaume-Uni et  Italie
- Genre : Drame et romance
- Durée : 119 minutes
- Dates de sortie : 
  -  Espagne : 3 octobre 2003

## Distribution
- Paz Vega : Carmen
- Leonardo Sbaraglia : José
- Antonio Dechent : Tuerto
- Joan Crosas : Dancaire
- Jay Benedict : Próspero
- Joe Mackay : Teniente
- Josep Linuesa : Lucas
- Julio Vélez : Señorito
- Emilio Linder : Aristóteles
- Miguel Ángel Valcárcel : Juanele
- Simon Shepherd : Magistrado
- Ismael Martínez : Antonio
- Ginés García Millán : Tempranillo
- Susi Sánchez : Blanca
- María Botto : Fernanda
- Paula Echevarría : Marisol

## Distinctions
- Prix Goya des meilleurs costumes pour Yvonne Blake.